# Шпицберг, Иван Анатольевич
Ива́н Анато́льевич Шпи́цберг (1880 — 1933) ― русский советский юрист, журналист и писатель. Был организатором и руководителем научного общества и издательства «Атеист», а также редактором одноимённого журнала.

## Биография
Иван Шпицберг окончил юридический факультет Санкт-Петербургского университета в 1906 году. 1 сентября 1906 года он стал помощником присяжного поверенного. 9 июня 1912 года сам получил статус присяжного поверенного. После февраля 1917 года краткое время работал чиновником Священного синода по бракоразводным делам. В марте того же года уже числился сотрудником комиссариата 4-го полуокруга Литейного округа в Петрограде. С января по июнь 1918 года был председателем брачного отдела Литейного районного совета Совета рабочих и солдатских депутатов. С 1918 года выступал с антирелигиозной агитацией и одновременно занимал пост товарища наркомпроса. Вступил в ряды РКП (б) в мае или июле 1919 года.
Шпицберг также принял участие в издании журнала «Революция и церковь». 17 мая 1919 года он начал работать в VIII отделе Народного комиссариата юстиции: сначала в качестве эксперта, а затем (не позднее мая 1920 года) перешёл в отдел по особо важным делам. С 1 декабря 1920 года по 31 мая 1921 года работал юрисконсультом в ВЧК. В то же время он был уполномоченным сотрудником секретного отдела ВЧК. Шпицберг принимал участие в уголовных процессах над деятелями церкви в 1918―1920 годах
В 1921 году стал организатором и руководителем научного общества и издательства «Атеист». Под его руководством была создана библиотека атеистической литературы иностранных авторов, был осуществлён перевод произведений таких авторов, как П. Гольбах, А. Древс, Дж. Робертсон, Г. Даумер, Дж. Фрэзер, Л. Таксиль и других.
В 1925 году издал брошюру «Святой Василий Грязнов: защита подмосковных акул текстильной промышленности» о истории канонизации святого Василия Павлово-Посадского (Грязного) и мошенничестве с мощами». Брошюра послужила сценарием для антирелигиозного фильма «Старец Василий Грязнов» 1924 года режиссёра Чеслава Сабинского.

## Сочинения
- Церковники и их агенты пред народным революционным судом / Революция и церковь, 1919. № 6-8; С. 62-76
- Церковники и их агенты перед народным и революционным судом : Дело об антисемитской агитации в Моск. Собора Василия Блаженного, Мученика Гавриила, / И. Ш. — М. : Нар. ком. юст., 1920. — 16 с. ; 25 см. — (Антирелигиоз. Б-ка журн. «Революция и церковь»; Вып. 5)
- Шпицберг И. А. Святой Василий Грязнов : защита подмосковных акул текстильной промышленности. — Москва: Атеист, 1925. — 32 с.
  - То же.; Обложка: В. Тривас. — Москва : Атеист, 1929 (Борисов : тип. Комбинат). — 32 с.: ил., портр., факс.
- Противотолстовская хрестоматия / Под ред. И. А. Шпицберга. - 3-е изд., Испр. и доп. - [Москва]   : Атеист, [1930] (Тверь: гостипо-лит. им. Карла Маркса). - 160 с .;

## Сценарист
- 1924 — Старец Василий Грязнов